# 段广仁
段广仁（1962年—），男，中国控制理论专家，哈尔滨工业大学教授，教育部长江学者特聘教授，中国科学院院士。

## 生平
1983年毕业于东北重型机械学院应用数学专业，获学士学位。1986年毕业于哈尔滨船舶工程学院现代控制理论专业，获硕士学位。1989年毕业于哈尔滨工业大学一般力学专业，获博士学位。
2019年当选为中国科学院院士。